# Miami Dolphins 1977
La stagione 1977 dei Miami Dolphins è stata la numero 12 della franchigia, l'ottava nella National Football League. La squadra non riuscì a centrare i playoff per la terza stagione consecutiva.

## Calendario

### Stagione regolare
| Turno | Data       | Avversario             | Risultato | Pubblico |
| ----- | ---------- | ---------------------- | --------- | -------- |
| 1     | 18/9/1977  | @ Buffalo Bills        | V 13–0    | 76.097   |
| 2     | 25/9/1977  | @ San Francisco 49ers  | V 19–15   | 40.503   |
| 3     | 2/10/1977  | Houston Oilers         | V 27–7    | 49.619   |
| 4     | 9/10/1977  | @ Baltimore Colts      | S 45–28   | 57.829   |
| 5     | 16/10/1977 | New York Jets          | V 21–17   | 43.446   |
| 6     | 23/10/1977 | Seattle Seahawks       | V 31–13   | 29.855   |
| 7     | 30/10/1977 | San Diego Chargers     | S 14–13   | 40.670   |
| 8     | 6/11/1977  | @ New York Jets        | V 14–10   | 51.582   |
| 9     | 13/11/1977 | New England Patriots   | V 17–5    | 67.502   |
| 10    | 20/11/1977 | @ Cincinnati Bengals   | S 23–17   | 46.733   |
| 11    | 24/11/1977 | @ St. Louis Cardinals  | V 55–14   | 50.269   |
| 12    | 5/12/1977  | Baltimore Colts        | V 17–6    | 68.977   |
| 13    | 11/12/1977 | @ New England Patriots | S 14–10   | 61.064   |
| 14    | 17/12/1977 | Buffalo Bills          | V 31–14   | 39.626   |

## Classifiche
| AFC East             | AFC East | AFC East | AFC East | AFC East | AFC East | AFC East | AFC East | AFC East | AFC East |
|                      | V        | S        | P        | %        | DIV      | CONF     | PF       | PS       | Str.     |
| -------------------- | -------- | -------- | -------- | -------- | -------- | -------- | -------- | -------- | -------- |
| Baltimore Colts(2)   | 10       | 4        | 0        | .714     | 6–2      | 9–3      | 295      | 221      | V1       |
| Miami Dolphins       | 10       | 4        | 0        | .714     | 6–2      | 8–4      | 313      | 197      | V1       |
| New England Patriots | 9        | 5        | 0        | .643     | 4–4      | 7–5      | 278      | 217      | S1       |
| New York Jets        | 3        | 11       | 0        | .214     | 2–6      | 2–10     | 191      | 300      | S2       |
| Buffalo Bills        | 3        | 11       | 0        | .214     | 2–6      | 2–10     | 160      | 313      | S1       |

## Premi
- A.J. Duhe:

rookie difensivo dell'anno